# Месје 102
Месје 102 (М102) је лентикуларна галаксија у сазвежђу Змај која се налази у Месјеовом каталогу објеката дубоког неба.
Деклинација објекта је + 55° 45' 49" а ректасцензија 15h 6m 29,4s. Привидна величина (магнитуда) објекта М102 износи 9,9 а фотографска магнитуда 10,8. Налази се на удаљености од 14,867 милиона парсека од Сунца. М102 је још познат и под ознакама NGC 5866, UGC 9723, MCG 9-25-17, CGCG 274-16, IRAS 15051+5557, PGC 53933.